# Lagoa Azul

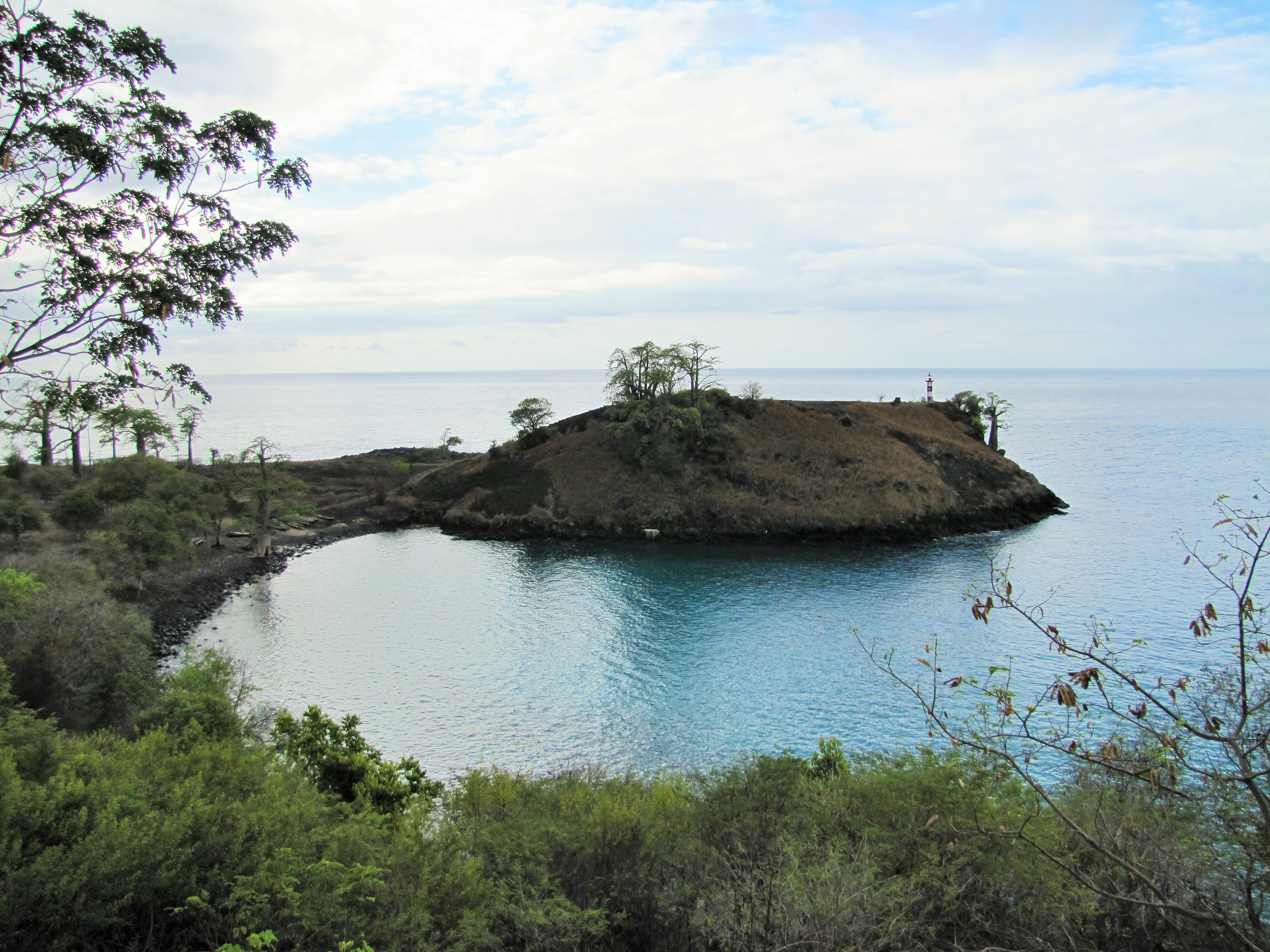
La petite crique.

Lagoa Azul (« lagon bleu » en portugais) est une petite anse marine située au nord de l'île de Sao Tomé, dans le district de Lobata, à Sao Tomé-et-Principe. 

## Nature
Le paysage est caractéristique du nord de l'île, plus sec, avec des savanes herbeuses alternant avec des savanes arbustives sèches où poussent des tamariniers (Tamarindus indica) et des baobabs (Adansonia digitata).

Tamariniers
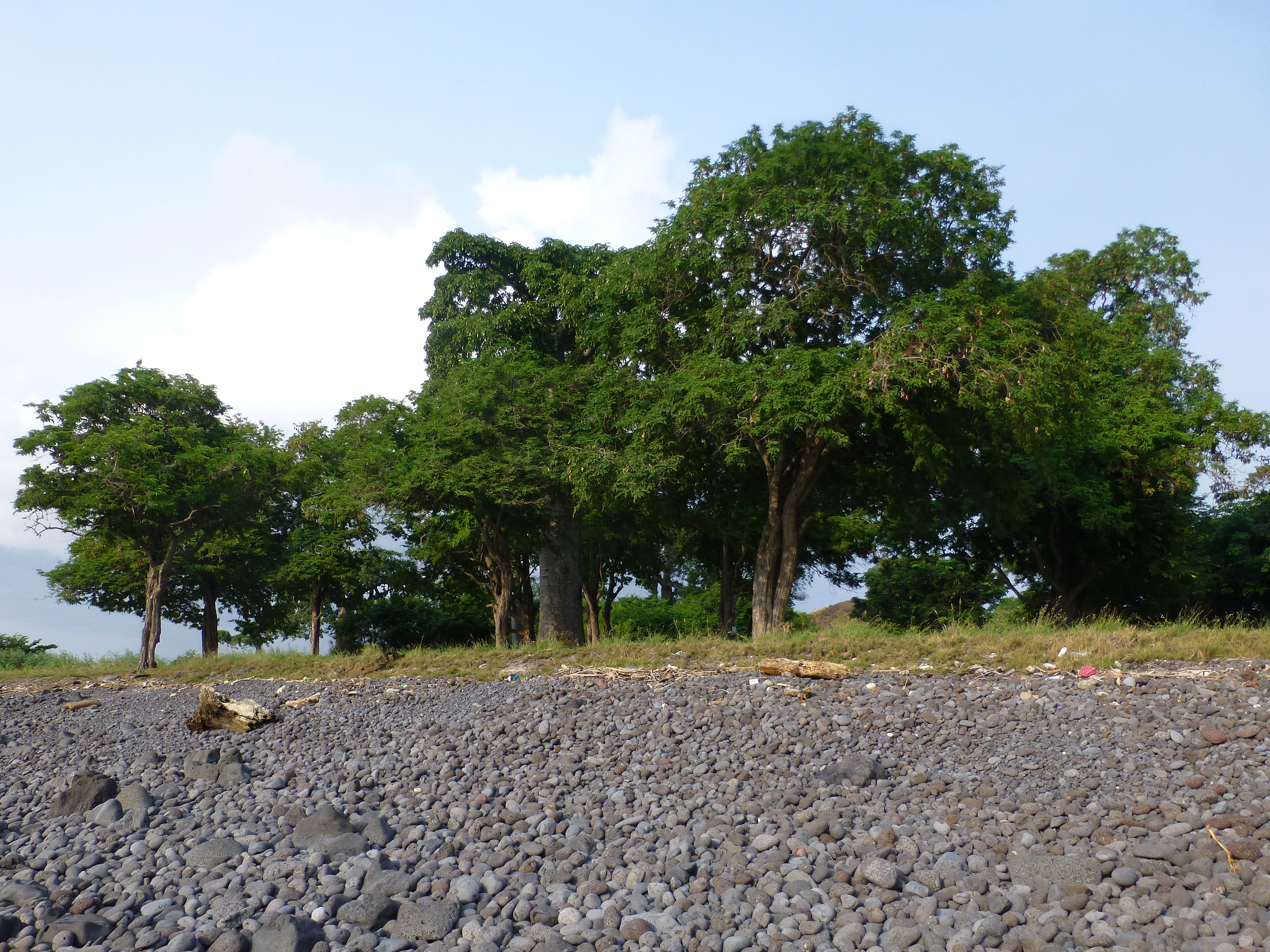
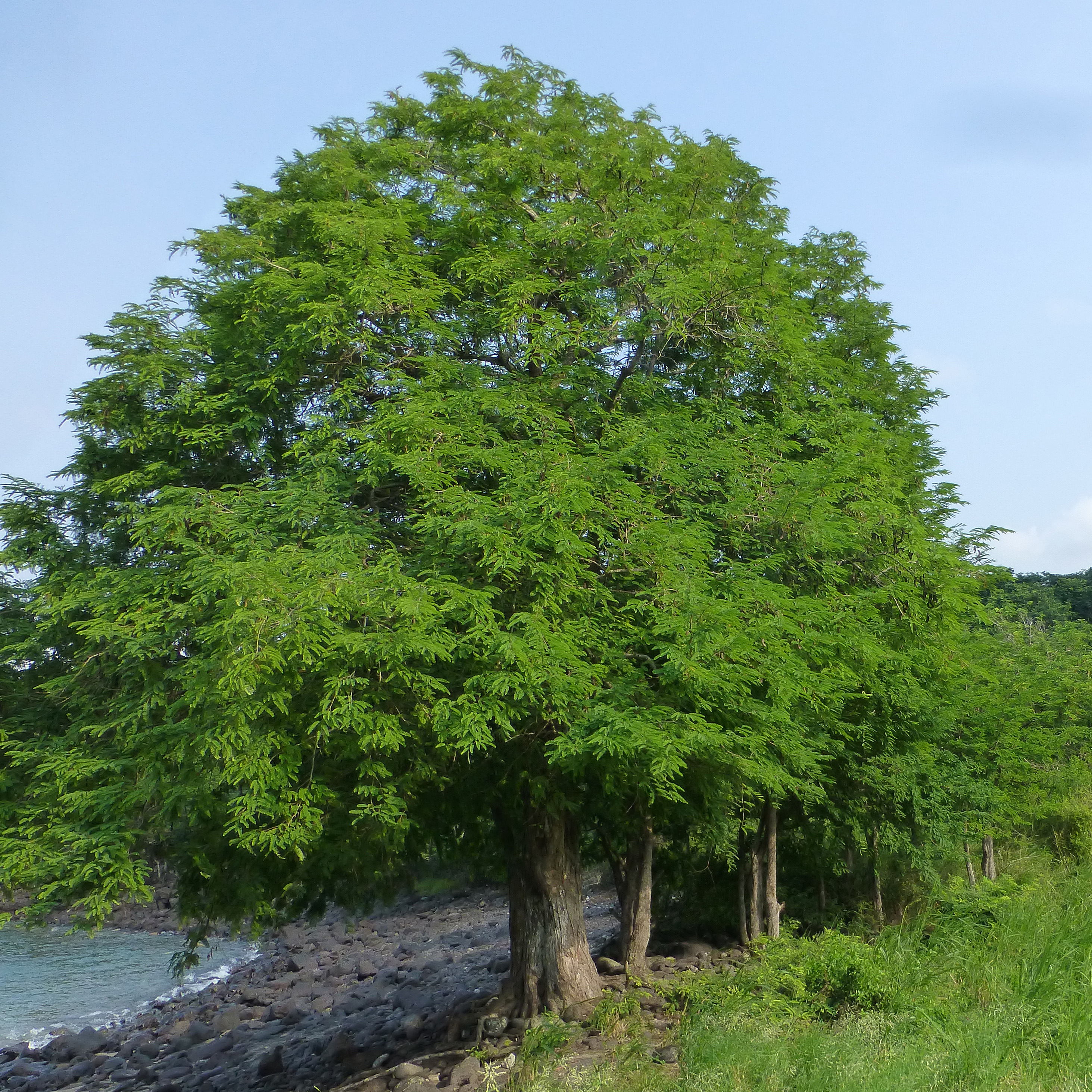
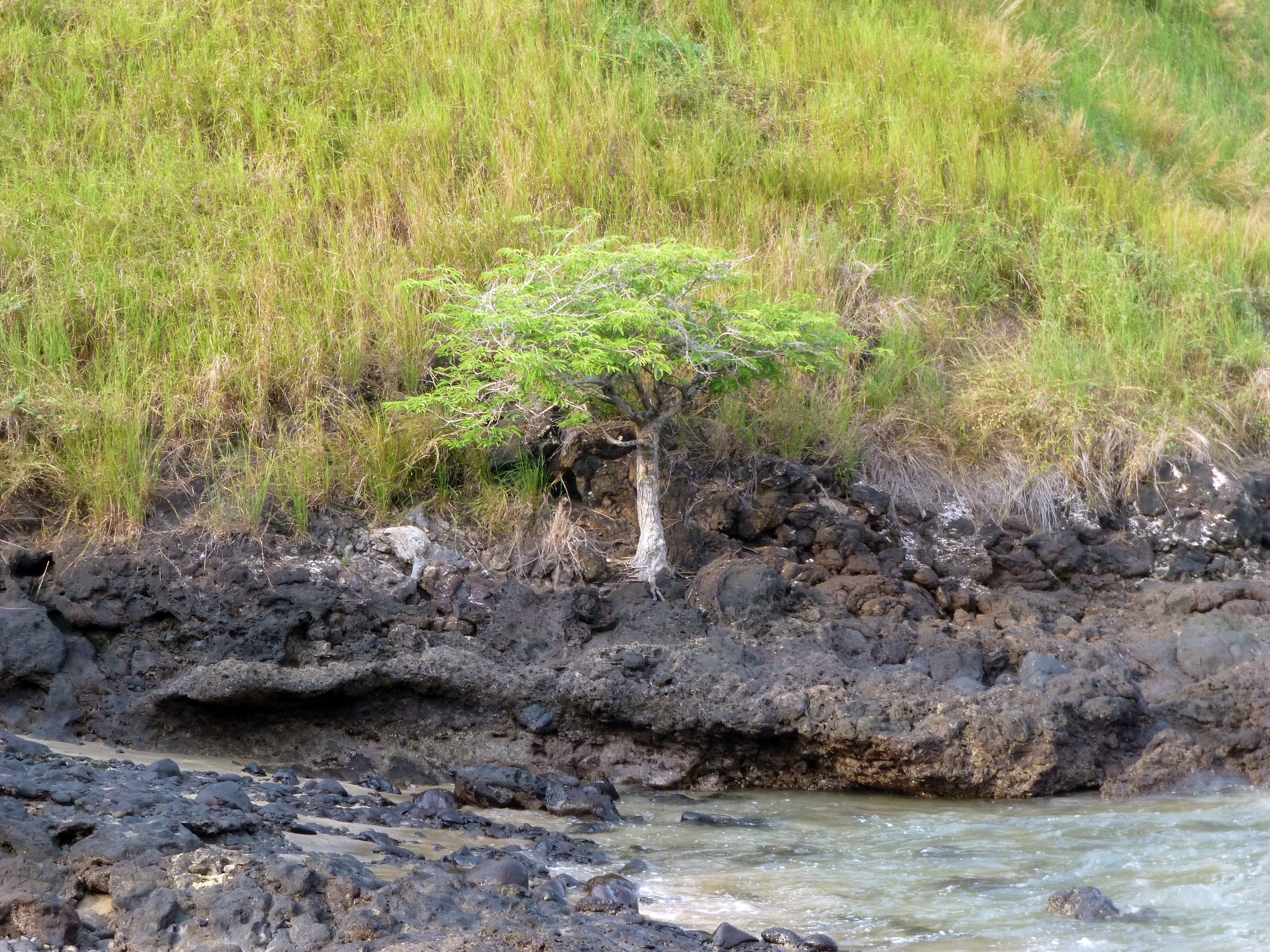
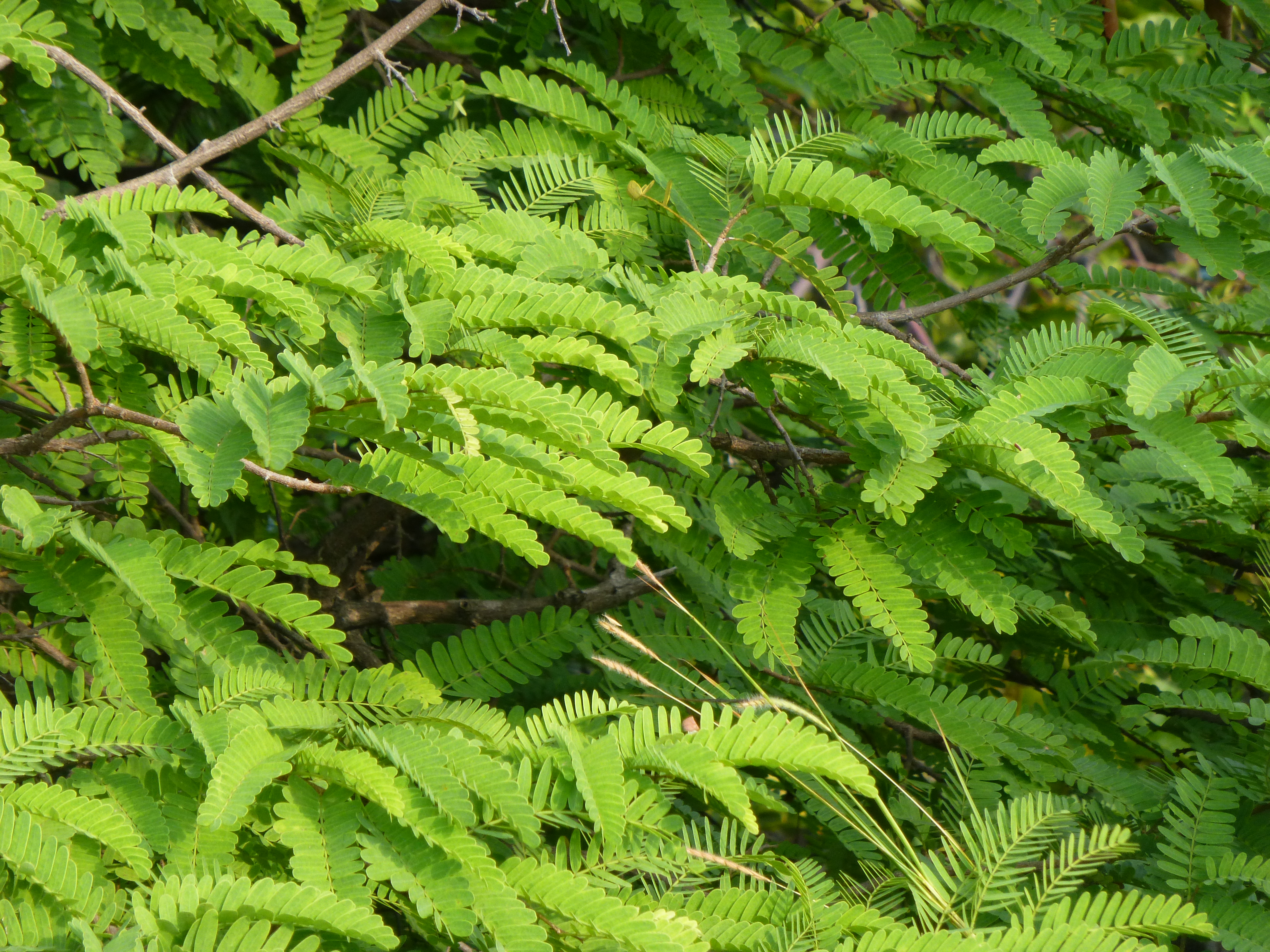

Baobabs
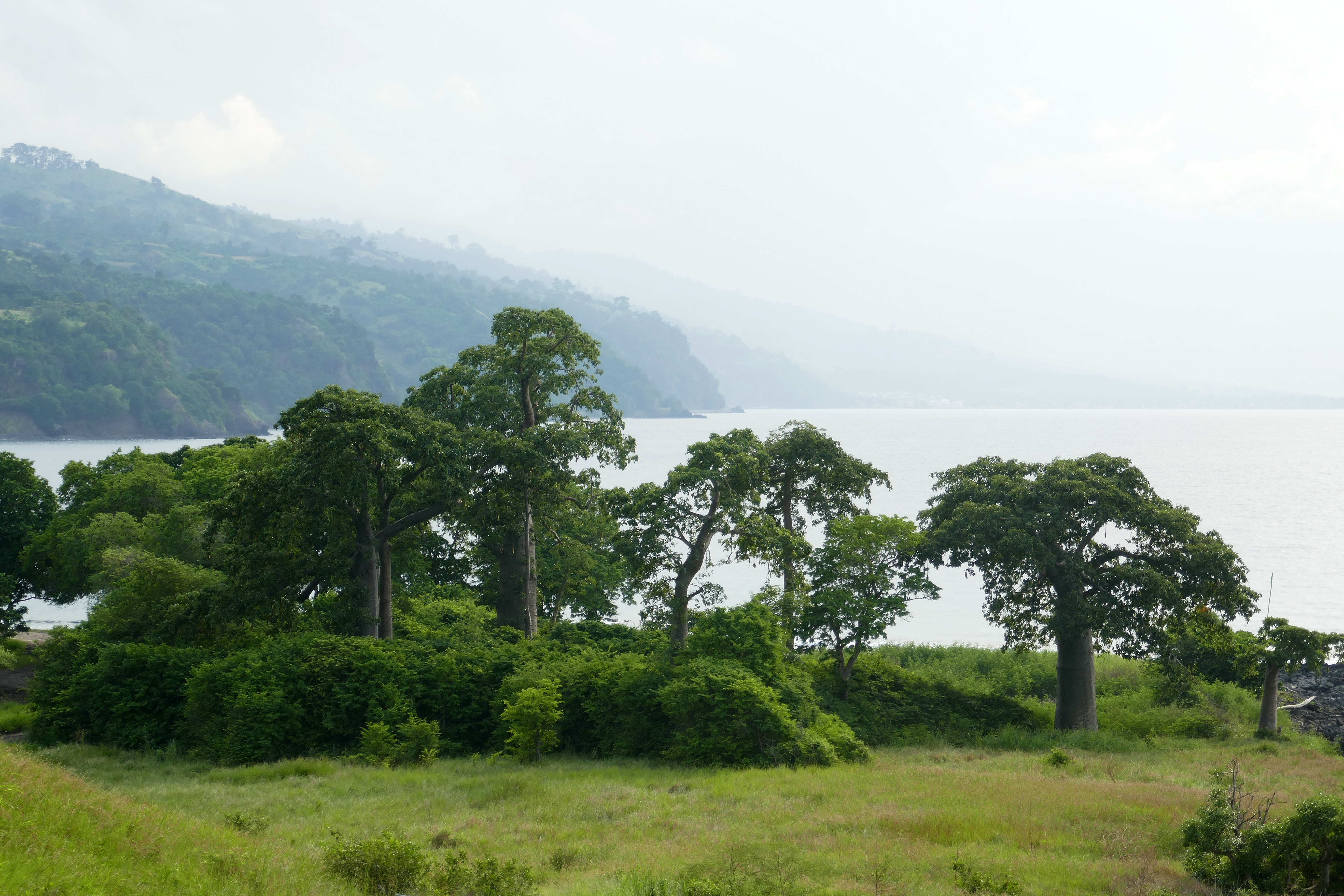
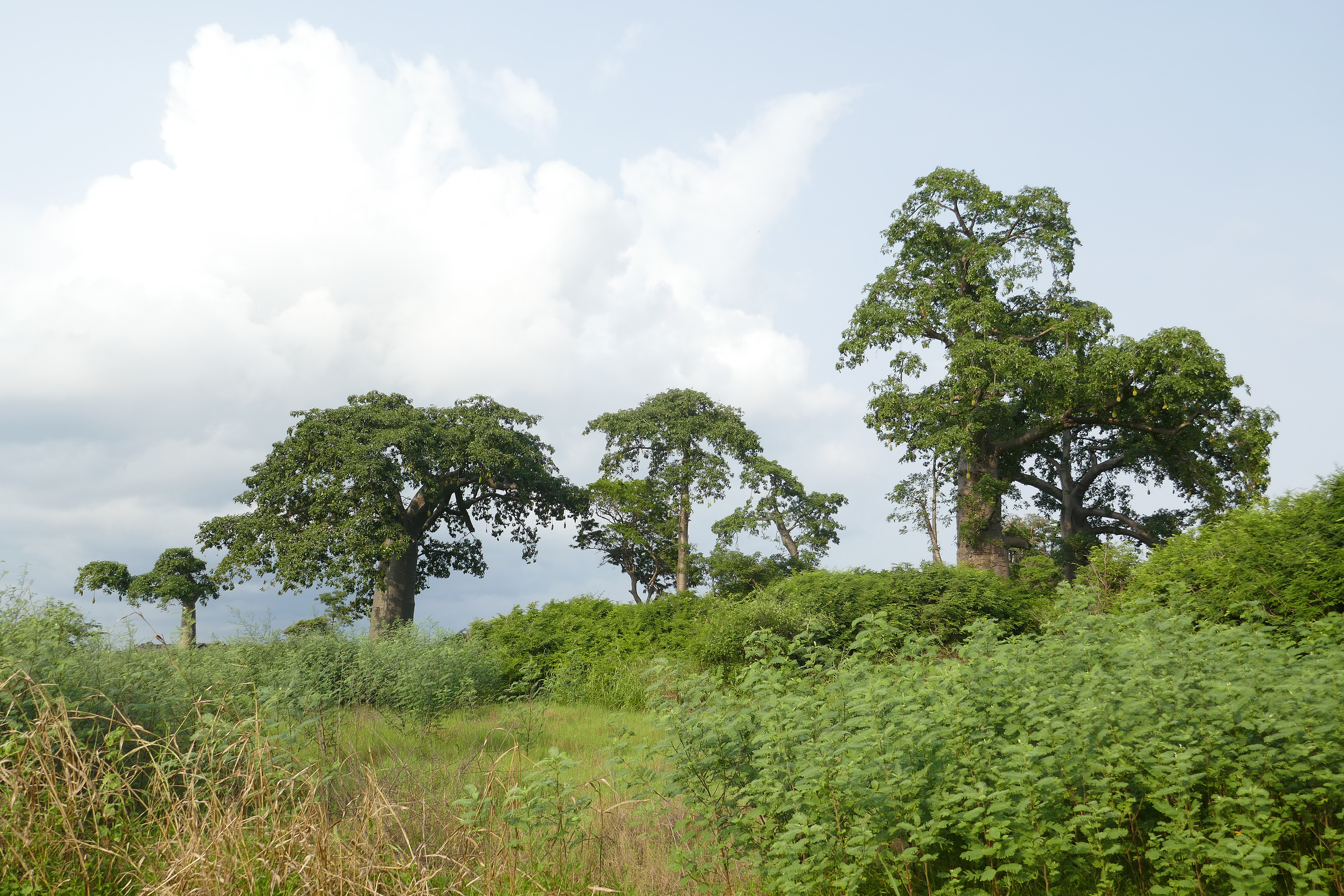
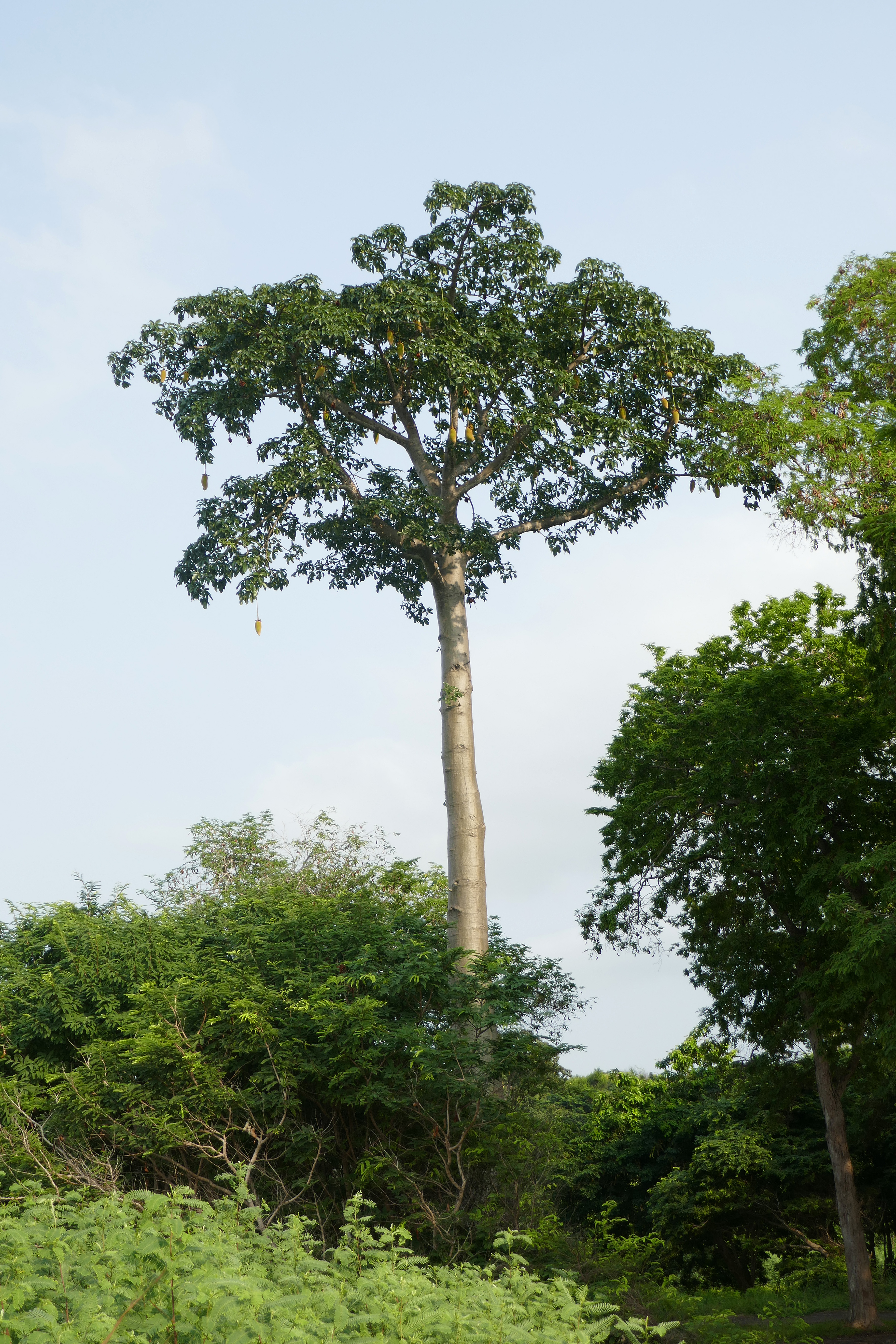
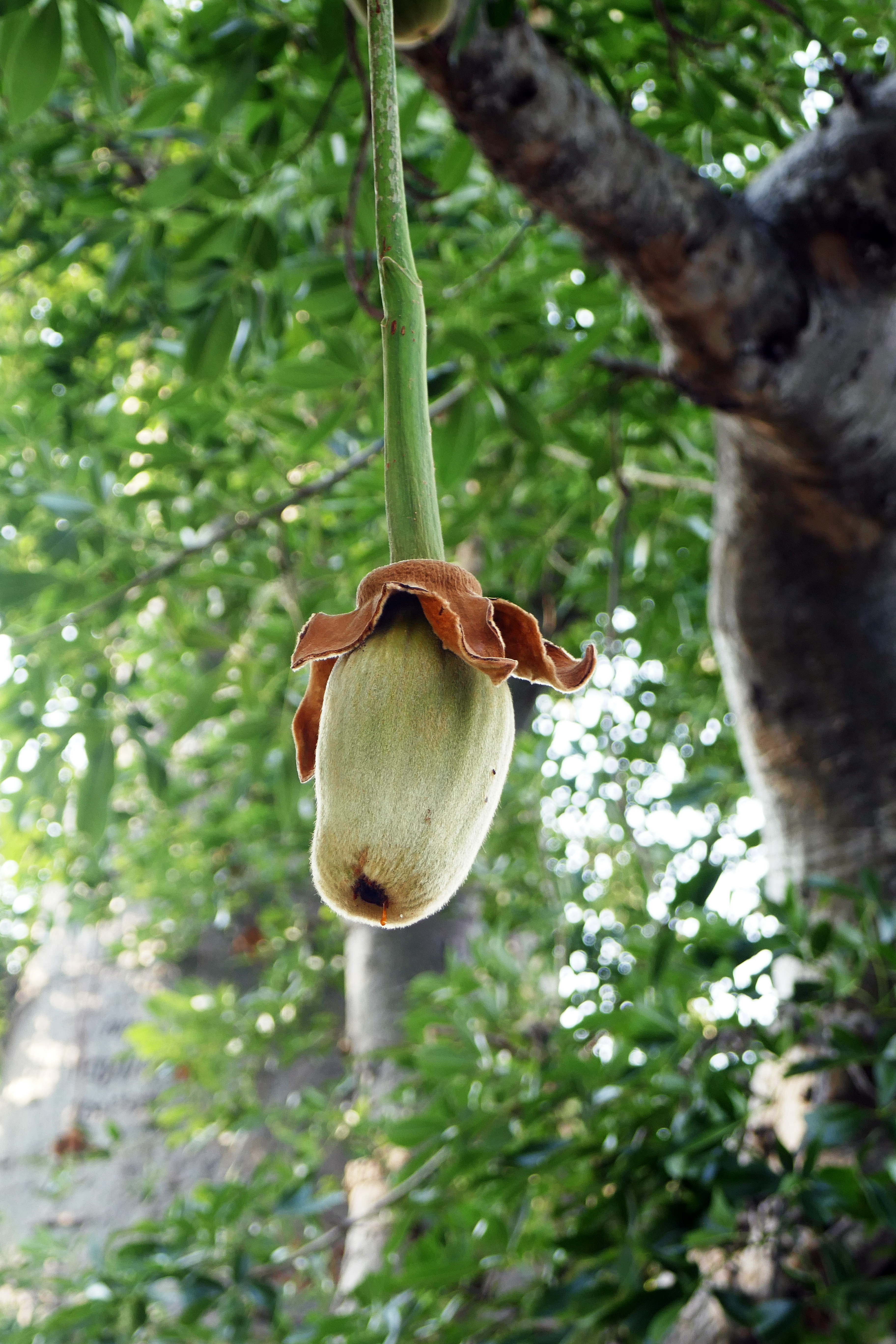

C'est un site privilégié pour l'observation des oiseaux.

On y trouve également des coraux fossilisés.

## Protection de l'environnement
L'importante fréquentation du site a conduit à des mesures de protection de l'environnement. En particulier, la loi de 2006, qui porte création du Parc naturel Obô, inclut dans son territoire – de manière discontinue – la zone de Praia das Conchas et de Lagoa Azul, alors que l'essentiel du parc occupe plutôt le centre-sud-ouest de l'île.

Mesures de préservation.
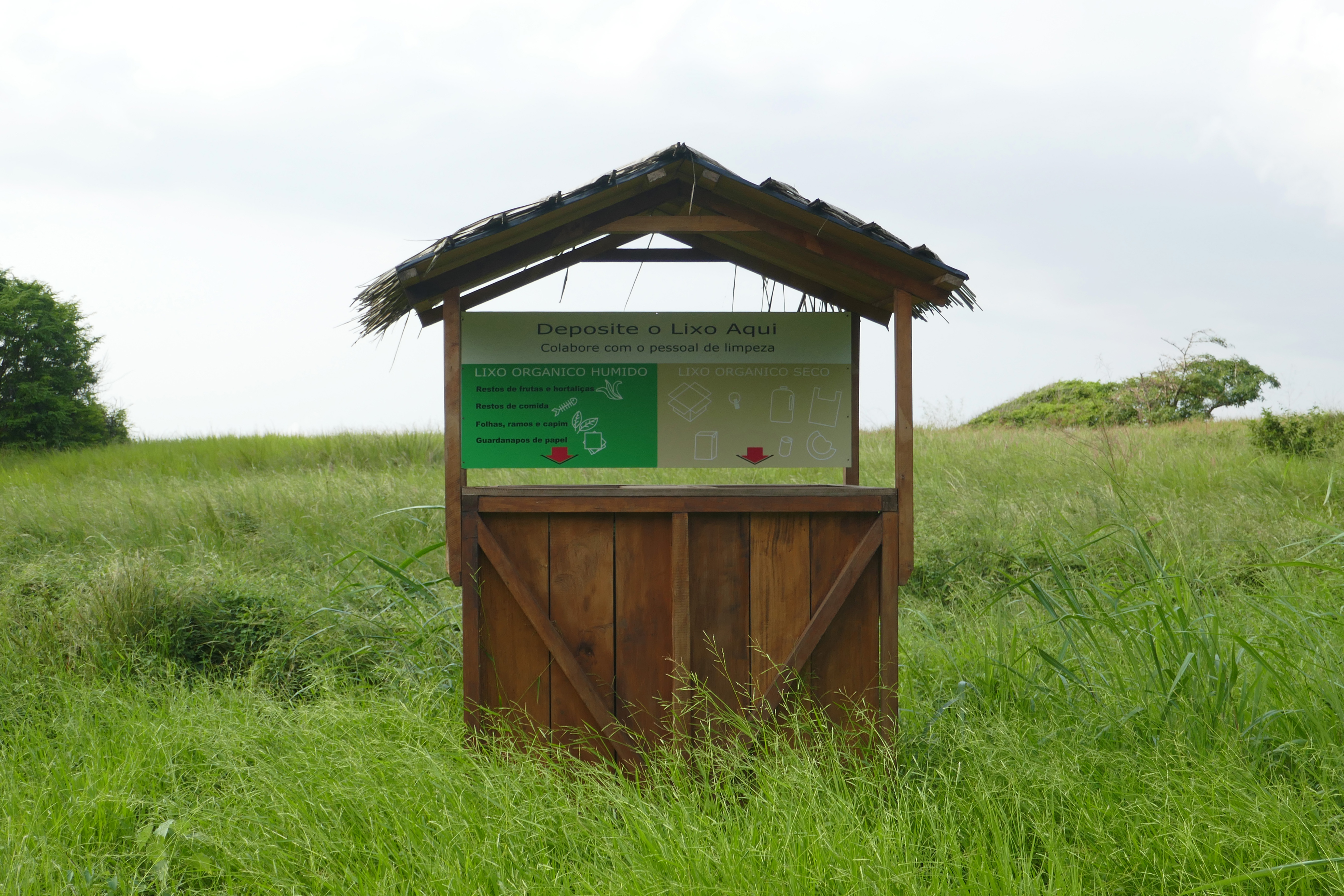
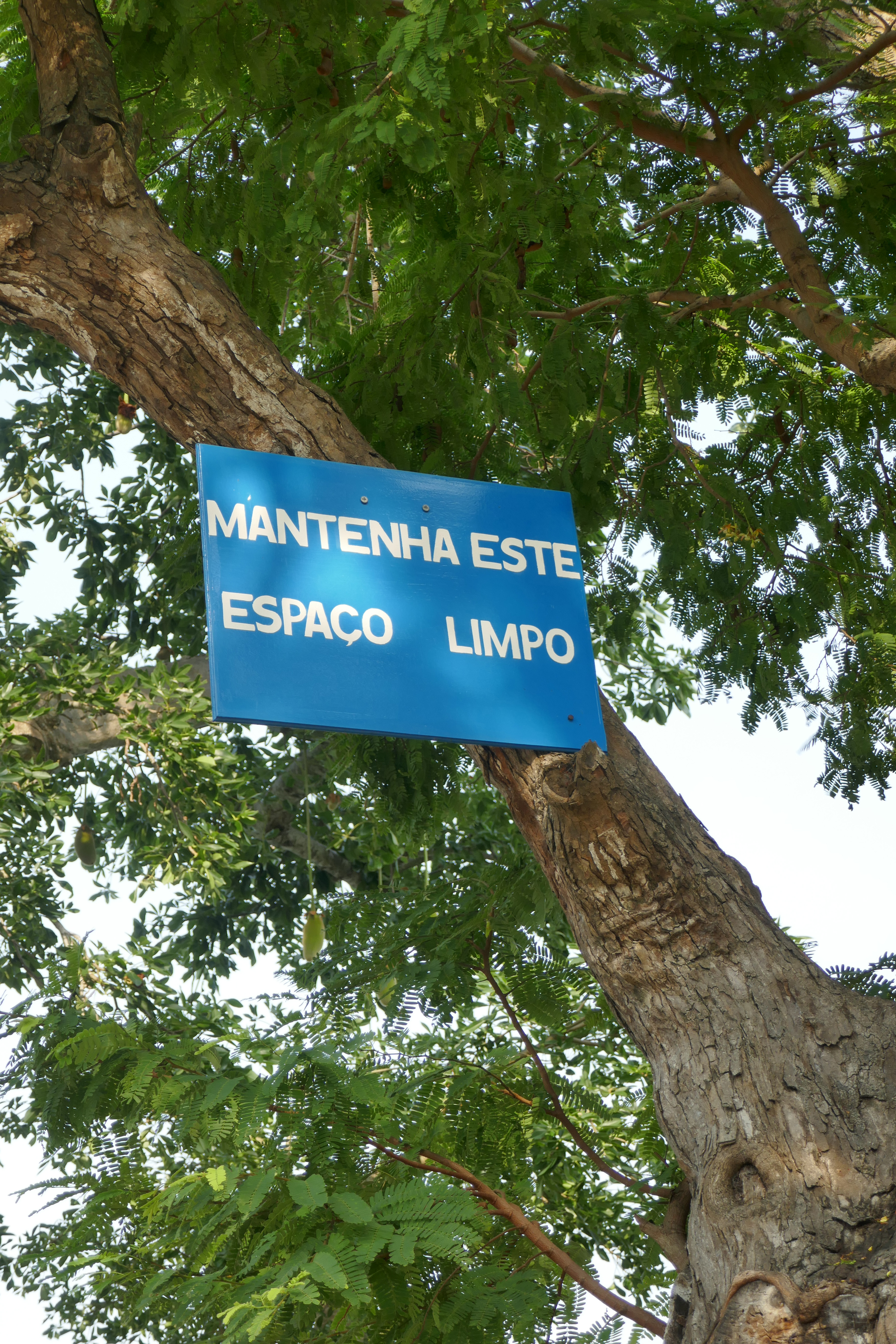

## Tourisme
Les eaux turquoise de la crique en font un lieu de promenade et de baignade très prisé, où l'on pratique aussi le snorkeling.

## Phare de Lagoa Azul

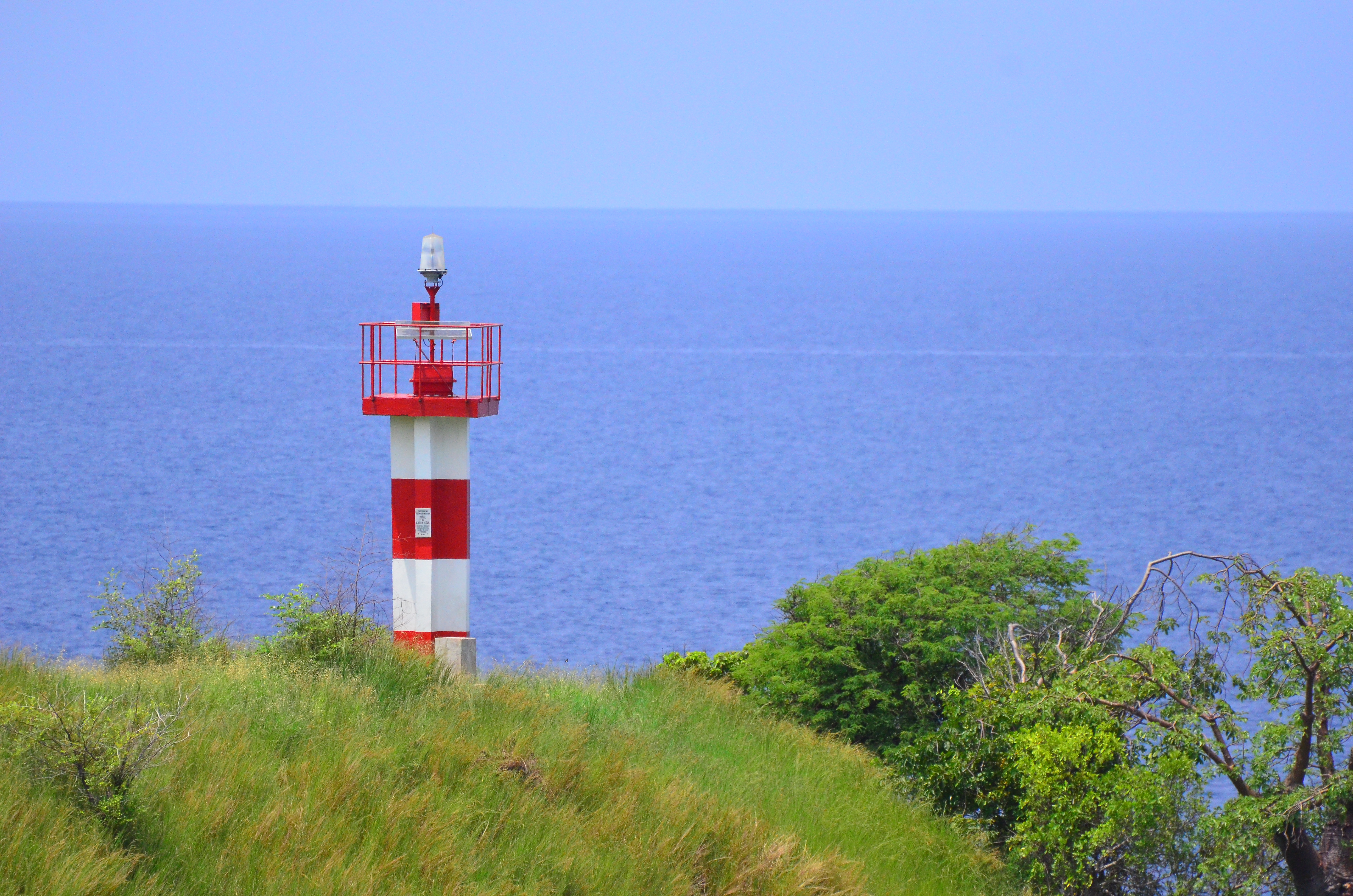
Le phare.

Un phare y a été édifié en 1997.